# 奇耶里卡提宮
奇耶里卡提宮 (義大利語：Palazzo Chiericati)是位於義大利北部城市維琴察的一座宮殿建築，由安德烈亞·帕拉弟奧設計。奇耶里卡提宮開始建設於1550年。

## 外部連結
- Great buildings online（页面存档备份，存于） retrieved 18.VIII.06

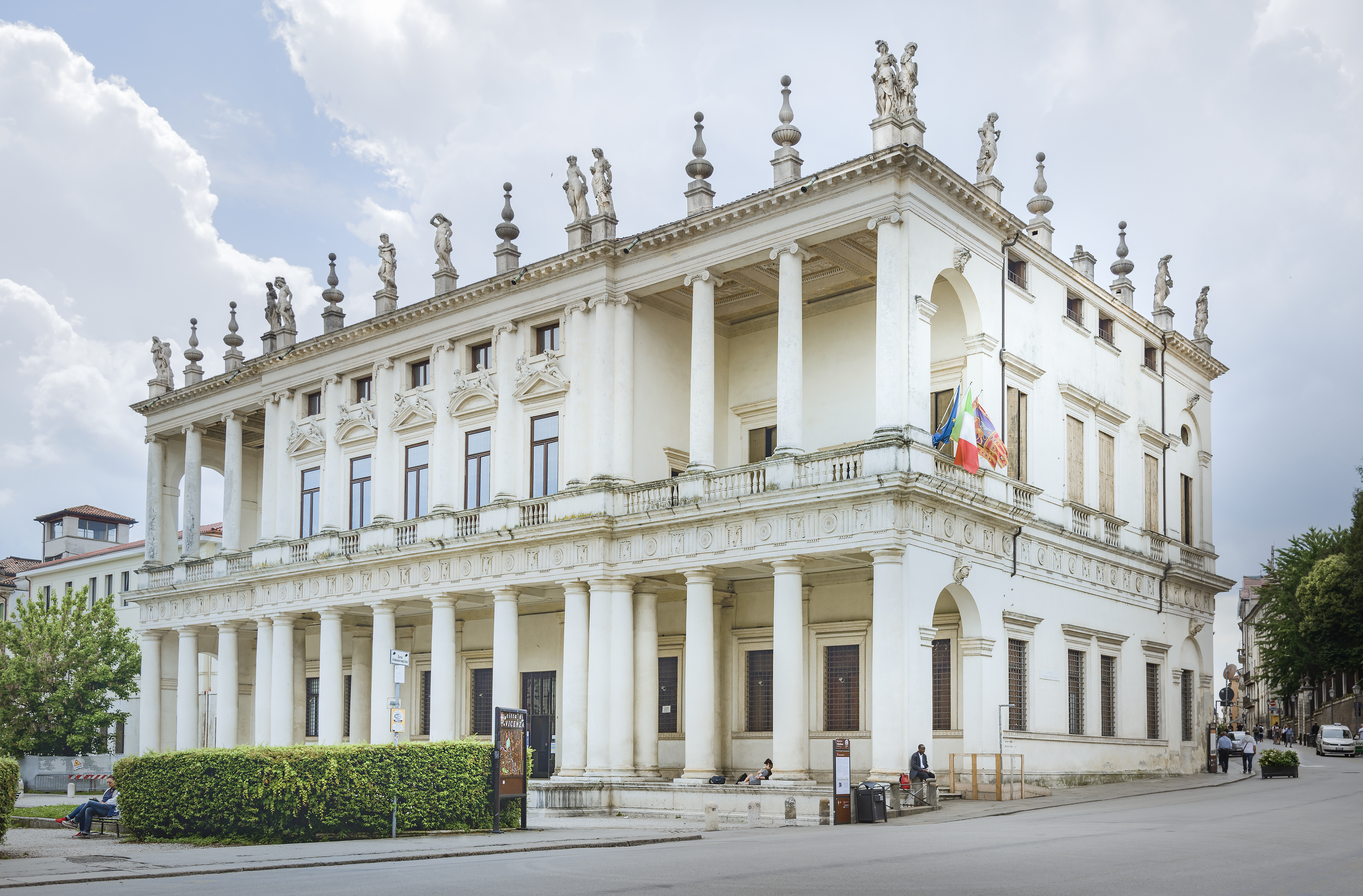
奇耶里卡提宮

- Palazzo Chiericati – Vicenza – (1550) Description, photographs and location map （意大利文） （英文）

45°32′57″N 11°32′57″E / 45.54917°N 11.54917°E